# Capitula Martini
Die Capitula Martini sind eine systematisch geordnete Kanones-Sammlung, die Martin von Braga kurz nach dem Konzil von Braga im Jahr 561 kompilierte. Sie enthält 84 Kanones. Martin richtet sein Vorwort an Bischof Nitigisius von Lugo und an die anderen Bischöfe seiner eigenen Provinz. Martin erklärt in seinem Vorwort, dass er einige der Texte neu formuliert habe, da die Übersetzungen der alten Kanones unzureichend gewesen seien. Er unterteilt die Sammlung in solche Kanones, die sich auf Bischöfe und andere Geistliche beziehen, und solche, die sich auf Laien beziehen.
Die Sammlung ist nicht eigenständig erhalten, sondern nur aus späteren Sammlungen; insbesondere wurden die Capitula als Teil der Epitome Hispana und als Teil der Collectio Hispana verbreitet. Im elften Jahrhundert schrieben Burchard von Worms (im Liber decretorum), die Collectio Tripartita und Ivo von Chartres (in seinem Decretum) die Capitula einem ‚Martinus papa‘ zu. Dadurch wurden viele Synodalbeschlüsse von Braga irrtümlich Papst Martin I. zugeschrieben, von dem kaum echte Schreiben erhalten sind.

## Edition
- Claude W. Barlow: Martini episcopi Bracarensis opera omnia (= Papers and Monographs of the American Academy in Rome. Band 12). New Haven 1950, S. 80–144.

## Übersetzung (Vorwort)
- Robert Somerville, Bruce Clark Brasington: Prefaces to Canon Law Books in Latin Christianity: Selected Translations, 500–1317. 2. Auflage. Catholic University of America Press, Washington 2020, ISBN 9780300160680, S. 53–54, doi:10.12987/9780300160680.